# هرم یک‌میلیون دلاری (بازی ویدئویی)
هرم یک‌میلیون دلاری (به انگلیسی: The $1,000,000 Pyramid) در سبک بازی فکری توسط شرکت لودیا در سال ۲۰۱۱ میلادی برای آی‌پد، آی‌فون و نینتندو وی تولید و منتشر گردید. این بازی به صورت قابل دانلود برای سیستم‌های آی‌فون و آی‌پد عرضه گردید.این بازی اقتباسی از سری برنامه تلویزیونی مشهوری با همین نام می‌باشد.

## گیم‌پلی
اساس کار این بازی به این صورت می‌باشد که بازیباز باید یک گروه از سوالات را انتخاب کرده و در زمان تعیین شده، کلمات مناسب آن جواب را بیابد.

## سازندگان بازی (نسخه وی)[۳]
| طراح ارشد بازی - جان-چارلز فرنت |
| برنامه‌نویس ارشد - جان-راچ روی   |
| کارگردان هنری - رافائل مونین    |
| تهیه کننده - روماین گودارت      |

## سیستم‌های مورد نیاز
این بازی به صورت قابل دانلود برای گوشی‌های آی‌پد و با حجم ۱۰۳ مگابایت به زبان انگلیسی و برای تبلت‌های آی‌فون با حجم ۵۳٫۸ مگابایت عرضه گردید. نسخه وی این بازی بر روی دی وی دی قرار دارد.